# ハイゲンス式接眼鏡

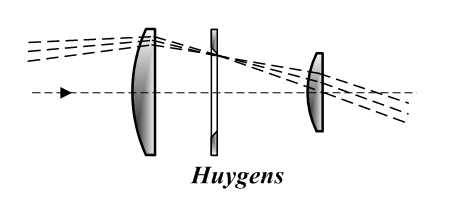
構成図

ハイゲンス式接眼鏡（ハイゲンスしきせつがんきょう）もしくはホイヘンス式接眼鏡（ホイヘンスしきせつがんきょう）は接眼レンズの一形式である。1703年にクリスティアーン・ホイヘンスにより発明されたとされている。望遠鏡ではハイゲンもしくはハイゲンス、顕微鏡ではホイヘンスと呼ぶのが慣例になっている。

## 構造
大小の平凸レンズ2枚を、どちらも凸面を対物側に向けて組み合わせた2群2枚。レンズの硝材は2枚ともBK7を使うのが普通である。対物側のレンズを視野レンズ、接眼側のレンズを眼レンズという。視野レンズの焦点距離f1と、レンズ間隔dと、眼レンズの焦点距離f2の比が、3:2:1または4:3:2の時に倍率色収差が補正される。
視野レンズをメニスカスとしたものをミッテンゼーハイゲンス式接眼鏡またはミッテンゼーホイヘンス式接眼鏡と呼び、天体望遠鏡に広く使われた。ミッテンゼーの場合、像面湾曲はやや軽減される。

## 特徴
見かけ視界は⌀約50度。構造が簡単で安価に製造でき、像も明るいので有用である。しかし瞳距離が0.241 fと短いので高倍率にすると見辛い。
欠点としては軸上色収差が出ること、像面湾曲が大きいことが挙げられる。反射望遠鏡や、ケプラー式望遠鏡でもF10以下の短焦点鏡筒に使用する場合はアッベ式接眼鏡かケルナー式接眼鏡を使用した方が良い。
接着面がないため、レンズ接着剤の耐熱性が悪かった時代には、ラムスデン式接眼鏡とともに太陽観測用接眼鏡として推奨された。